# Püspökhatvan
Püspökhatvan (szlovákul: Pišpek) község Pest vármegyében, a Váci járásban.

## Fekvése
A Gödöllői-dombság és a Cserhát között elterülő hegyes-völgyes vidéken fekszik, Váctól 28, Aszódtól 18, Gödöllőtől 30 km-re, ill. a régiós közigazgatási beosztás szerint a Közép-Magyarországi Régió északkeleti részén helyezkedik el, Budapesttől 50 km-re északkeleti irányban. A község a Váci statisztikai kistérség és a Váci Kistérségi Társulás tagja. Délről Galgagyörk község, délnyugatról Püspökszilágy község, nyugatról Penc község, északnyugatról Csővár község, északról Acsa község területével határos. Püspökhatvan község Budapest vonzáskörzetének északi peremén helyezkedik el, az agglomerációs övezeten éppen csak kívül. A községet Vác vonzáskörzetéhez is szokták sorolni.

### Megközelítése
Főutcája az Aszód és Balassagyarmat között húzódó 2108-as út, közúton csak ezen érhető el, Galgamácsa vagy Acsa érintésével.
Az ország távolabbi részei felől, megközelítési iránytól függően vagy az M2-es autóút rádi lehajtójától lehet megközelíteni, a Rád-Penc-Csővár-Acsa-Püspökhatvan útvonalon, vagy az M3-as autópálya bagi lehajtójától a Bag-Aszód-Iklad-Galgamácsa-Galgagyörk-Püspökhatvan, illetve a 3-as főútról Aszódtól az ismertetett útvonalon, de szóba jöhet még a Budapest-Fót-Csomád-Őrbottyán-Váckisújfalu-Galgamácsa útvonal is.
A hazai vasútvonalak közül az Aszód–Balassagyarmat–Ipolytarnóc-vasútvonal érinti, melynek egy megállási pontja van itt; Püspökhatvan megállóhely a belterület délkeleti szélén található, közvetlenül a 2108-as út vasúti keresztezése mellett.

## Története
Püspökhatvan a Galga völgyét követő Aszód – Balassagyarmat vasút és közút mentén kialakult halmazos település, fésűs beépítéssel, amely a középkorban a Galga jobb partjára települt, az újabb időkben a bal parton növekedett, s jelenleg is teljesen új településrészekkel bővül. A település nevében a Püspök név egyértelműen az egykori birtokosára, a váci püspökre emlékeztet. Helyi legenda szerint a település nevében szereplő tőszámnév a falut egykoron alapító húsz magyar, húsz német, húsz szlovák letelepülőre utal. A település régóta lakott, mintegy 3000 különféle kőeszköz a huszonnyolcezer évvel ezelőtti gravetti kultúra jelenlétéről tanúskodik.
A község területén gazdag őskori, újkori, rézkori, bronzkori leletanyag is található. (Bronzkori Kyjatice-kultúra 80db-os leletanyaga 1946-os feltárásból: csöngők, karperecek, tokos balták, vésők, sarlók) A szkíták, kelták, szarmaták után a népvándorlás népei is megfordultak a községben. Az Árpád-kori leletek azt bizonyítják, hogy a honfoglaláskor itt is megtelepedtek a magyarok. A falu első említésétől, 1284-től a váci püspök birtoka egészen a XX. század közepéig. A török időkben a Felső-Galga mente legnépesebb települése volt, kiűzésük után a XVII-XVIII. Szd. fordulóján a magyarok mellé először szlovák, majd német telepesek érkeztek.  A múlt század elején a lakosság összetétele túlnyomórészt szlovák és magyar,
a határ földrajzi nevei szinte teljesen szlovákok, és sokan megőrízték szlovák anyanyelvüket és kultúrájukat. A német kisebbség háttérbe szorult ugyan, a népszámlálás alapján szinte el is tűnt, viszont ez a magyarosításnak tudható be, ugyanis a község 10-15%-a német családnevet visel, de németül már nem beszél. A lakosság egységesen katolikus vallású.
Püspökhatvan népe kivette részét a II. Rákóczi Ferenc vezette szabadságharcban, az 1848-49-es szabadságharcban, az I. és II. világháborúban.
A kifejezetten mezőgazdasággal foglalkozó falu lakossága részben az uradalom cselédjeként, részben saját földjén gazdálkodott. Később jelentős sikereket értek el az állattenyésztésben is. A XX. szd. elejétől a szövetkezeti mozgalom elterjedését tanúsítják a Hangya Szövetkezet, Tejszövetkezet, Hitelszövetkezet, Szarvasmarha-tenyésztő egyesület.
Jelentős volt a település gazdaságában a csaknem fél évszázadon át működő bánya, ahol az Ecskendi tönk andezitjét hozták a felszínre.
A világháború után földhöz jutott parasztság a szövetkezetbe kényszerítés után hamar elhagyta ősi mesterségét, iparban (Iklad, Budapest) ingázóként teremtette elő megélhetését. A mezőgazdaság akkor értékelődött fel ismét, amikor Püspökhatvan központtal megalakult a melléküzemágakkal kibővített Galgavölgye MGTSZ. A megindult fejlődés a rendszerváltás után lendületesen folytatódott. A termelőszövetkezet mellett egyre többen választották az egyéni gazdálkodást, de megszaporodott az
iparral, kereskedelemmel foglalkozó vállalkozók száma is.
A zárt közösség életének színtere kitágult sajátságos előnyeivel, hátrányaival:
- megindult a régi népviseletből való „kivetkőzés”, - a régi hossztengelyes parasztházak helyébe a városias életmód interpretálásaként
többszintes, kockaházak kerültek, - a fiatalok közül egyre többen, egyre magasabb képzésben részesültek,
- a migráció megváltoztatta a lakosság összetételét, - jelentős szerephez kell jutnia a kulturális hagyományőrző tevékenységnek.

## Közélete

### Polgármesterei
- 1990–1994: Pálházi János (KDNP)[3]
- 1994–1998: Bátyi József (független)[4]
- 1998–2002: Bátyi József (független)[5]
- 2002–2006: Bátyi József (független)[6]
- 2006–2010: Bátyi József (független)[7]
- 2010–2014: Bátyi József (független)[8]
- 2014–2019: Bátyi József (független)[9]
- 2019–2024: Bátyi József (független)[10]
- 2024– : Maraszin Milán (független)[1]

## Népesség
A település népességének változása:
| Lakosok száma | 1453 | 1448 | 1395 | 1390 | 1371 | 1354 | 1347 |
|               | 2013 | 2014 | 2018 | 2021 | 2022 | 2023 | 2024 |

A 2011-es népszámlálás során a lakosok 90,7%-a magyarnak, 9,5% cigánynak, 0,2% németnek, 0,2% románnak, 10,2% szlováknak mondta magát (9,2% nem nyilatkozott; a kettős identitások miatt a végösszeg nagyobb lehet 100%-nál). A vallási megoszlás a következő volt: római katolikus 71%, református 2,3%, evangélikus 3,6%, görögkatolikus 0,5%, felekezeten kívüli 4,8% (15,5% nem nyilatkozott).
2022-ben a lakosság 95,2%-a vallotta magát magyarnak, 9,9% szlováknak, 7% cigánynak, 0,4% németnek, 0,2% románnak, 0,1% szerbnek, 2,6% egyéb, nem hazai nemzetiségűnek (4,7% nem nyilatkozott; a kettős identitások miatt a végösszeg nagyobb lehet 100%-nál). Vallásuk szerint 48,5% volt római katolikus, 4,3% evangélikus, 1,7% református, 0,7% görög katolikus, 0,1% ortodox, 1,2% egyéb keresztény, 1,2% egyéb katolikus, 3,9% felekezeten kívüli (38,4% nem válaszolt).

## Nevezetességei

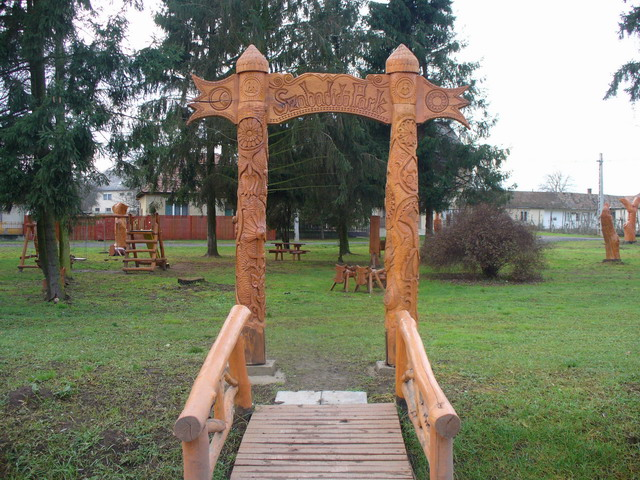
Faragott hidacska

- Barokk stílusú templom Szent Lőrinc tiszteletére szentelve.
- Fafaragványokkal díszített szabadidőpark a falu északi részén.
- Fafaragványok a község temetőjében.

## Tömegközlekedés
- Vonattal Püspökhatvan MÁV 78-as számú Aszód–Balassagyarmat–Ipolytarnóc-vasútvonalán közelíthető meg. A megállóhely Galgagyörk és Acsa-Erdőkürt között található.
- Helyközi autóbuszjáratok: 316, 338, 394, 460